# Sedum papillicaulum
Sedum papillicaulum är en fetbladsväxtart som beskrevs av Guy L. Nesom. Sedum papillicaulum ingår i Fetknoppssläktet som ingår i familjen fetbladsväxter. Inga underarter finns listade i Catalogue of Life.

## Bildgalleri

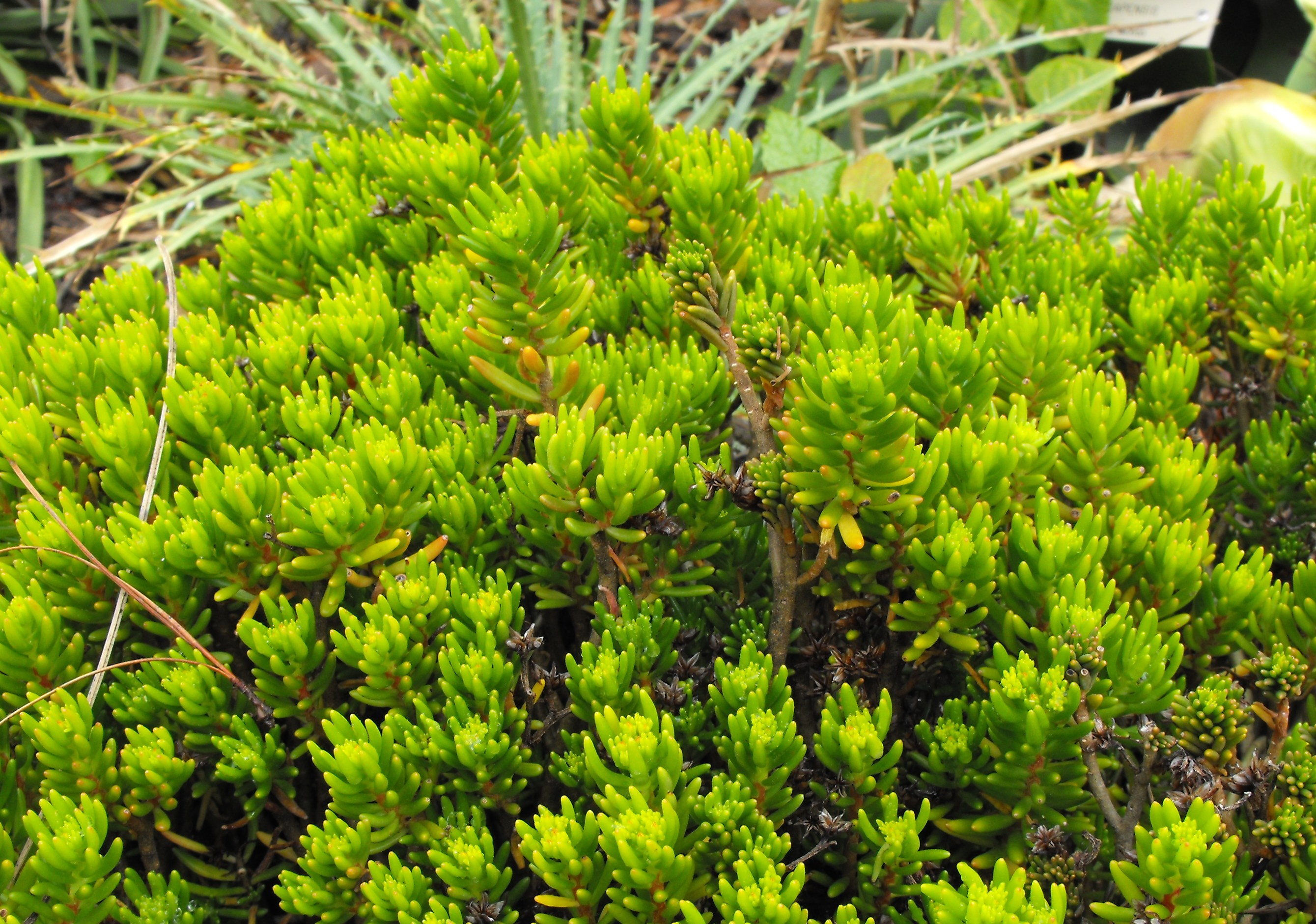